# Собор Святого Андрея (Инвернесс)
Собор Святого Андрея (англ. Cathedral Church of Saint Andrew) — кафедральный собор Епископальной церкви Шотландии, располагающийся в городе Инвернесс. Является резиденцией епископа Морей, Росс и Кейтнесс, ординария одноимённой епархии.
Строительством собора с 1866 по 1869 год занимался городской архитектор Александр Росс. Предполагалась также возведение двух высоких шпилей, но из-за отсутствия средств задумка так и не была осуществлена.